# Earthquake (ator)
Nathaniel Martin Stroman (Washington D.C., 29 de maio de 1963), mais conhecido pelo nome artístico de "Earthquake", é um ator, roteirista, dublador e comediante norte-americano. Ele fez parte do elenco recorrente do seriado Todo Mundo Odeia o Chris interpretando o Tio Michael (Mike) e dublou Guto, o galo no filme Barnyard, no videogame baseado no filme e em seu spin-off Back at the Barnyard.
Ele também participou de filmes como Clerks II e The Longshots, mais é mais lembrado pelo personagem Tio Michael, um tremendo vagabundo, que ia na casa da família Rock para comer de graça e sempre que via o chunhado Julius, soltava a saudação Grande Homem!.
Antes de ingressar na carreira artística, Earthquake serviu a Força Aérea dos Estados Unidos por 11 anos, até encerra-lá em 1991, durante a Guerra do Golfo.
Ele recebeu seu nome artístico, que significa "terremoto" em inglês, por causa da maneira como sacodia o corpo durante suas apresentações.

## Filmografia

### Cinema
| Ano  | Título                       | Personagem                   | Notas |
| ---- | ---------------------------- | ---------------------------- | ----- |
| 2003 | The Night B4 Christmas       | Papai Noel                   | voz   |
| 2004 | Earthquake                   | Quake                        |       |
| 2006 | Clerks II                    | Marido                       |       |
| 2006 | Getting Played               | Homem no restaurante         |       |
| 2006 | Barnyard                     | Guto, o Galo                 | voz   |
| 2008 | The Longshots                | Karl                         |       |
| 2010 | Something Like a Bussiness   | Prisioneiro de guerra        |       |
| 2010 | Stund Up of Family           | —                            |       |
| 2016 | Sharknado 4: The 4th Awakens | Agente Cronenberg            |       |
| 2017 | The Cheaters Club            | Ron                          |       |
| 2017 | Boosters                     | Motorista do ônibus da festa |       |
| 2018 | Armed                        | Two Samiches                 |       |

### Televisão
| Ano       | Título                | Personagem         | Notas                               |
| --------- | --------------------- | ------------------ | ----------------------------------- |
| 2002      | MADtv                 | —                  | 1 episódio                          |
| 2006-2009 | Everybody Hates Chris | Tio Michael (Mike) | 9 episódios                         |
| 2008      | Back at the Barnyard  | Guto, o Galo       | voz; 5 episódios                    |
| 2011      | ES.TV HD              | —                  |                                     |
| 2012      | The Q&A Show          | —                  |                                     |
| 2017      | In the Cut            | Rufus              | Episódio: Matter of Principle       |
| 2017      | Face Value            | —                  |                                     |
| 2018      | Rel                   | Victor/Moophy      | Episódio: Kids First Visit          |
| 2018      | The Neighborhood      | Que                | Episódio: Welcome to the Barbershop |
| 2019      | Black Jesus           | Treinador Plummer  | Episódio: "God's Team"              |